# Presidente Getúlio
Presidente Getúlio este un oraș în Santa Catarina (SC), Brazilia.